# دورا نيلسون
دورا نيلسون (بالفرنسية: Dora Nelson) هو فيلم أبيض وأسود كوميدي فرنسي من عام 1935 أخرجه رينيه غيسار وبطولة إلفيرا بوبيسكو وأندريه لوفور وفريديريك دوفاليس. استند الفيلم إلى مسرحية لوي فيرنويل في عام 1939 أعيد إنتاجه كفيلم إيطالي يحمل نفس العنوان.

## قصة الفيلم
تتخلى نجمة سينمائية رائدة عن الصورة التي تعمل عليها وتهرب مع حبيبها إلى إيطاليا. يقنع صانعو الأفلام اليائسون امرأة فقيرة تشبهها كثيرًا بأن تتقمص دورها.

## طاقم التمثيل
- إلفيرا بوبيسكو بدور دورا نيلسون وسوزان فيردييه
- أندريه ليفور بدور فيليب دي موريويل
- فريديريك دوفاليس بدور إتيان بوبيرتويس
- ميشلين شيريل بدور إيفون دي موريويل
- جوليان كاريت بدور فوشارد
- بول أندرال بدور السيدة دي شانتالارد
- آني كارييل بدور السيدة دوبيني
- جيني بورناي بدور إلسا
- أندريه شامبو بدور سيلستين
- كلارا دارك بدور هوجيت

## روابط خارجية
- دورا نيلسون  في قاعدة بيانات الأفلام على الإنترنت (بالإنجليزية)